# Bickersgracht
Le Bickersgracht est un canal secondaire de l'arrondissement Centrum de la ville d'Amsterdam aux Pays-Bas. Il est situé dans les Westelijke Eilanden, au nord-est de la gare centrale d'Amsterdam, et suit un tracé nord-sud à l'ouest de l'île de Bickerseiland, qu'il sépare de Prinseneiland. Il est enjambé par un pont, le Galgenbrug qui était à l'origine un pont levant. Il a été baptisé en l'honneur de la famille Bicker, et en particulier de Jan Bicker qui fit l'acquisition de l'île en 1631. L'île comportait alors plusieurs espaces destinés au stockage du bois, ainsi que des entrepôts et une grande maison dans laquelle Bicker habitait. Ces immeubles furent détruits vers 1700 pour laisser place à de nouveaux logements. Une rue de l'île de Bickerseiland porte le même nom que le canal.